# Mídia eletrônica
A mídia eletrônica refere-se ao conjunto de meios de comunicação que necessita de  recursos eletrônicos ou eletromecânicos para que o usuário final (audiência ou público) tenha acesso aos conteúdos - de vídeo ou áudio, gravados ou transmitidos em tempo real.  A maior parte das novas mídias é digital, embora a mídia eletrônica também possa ter formato analógico. Qualquer equipamento usado no processo de comunicação eletrônico (e.g. televisão, rádio, telefone, computador pessoal, videogame) pode ser incluído na categoria mídia eletrônica.